# 天津市人民委员会
天津市人民委员会（简称天津市人委或天津市人委会）是1955年1月21日至1967年12月6日期间天津市地方最高行政机关，根据1954年《中华人民共和国宪法》和《中华人民共和国地方各级人民代表大会和地方各级人民委员会组织法》建立，“人民委员会”的性质类似人民代表大会常务委员会与人民政府的结合体。1966年起，因文化大革命，天津人民委员会实际处于瘫痪状态。1967年12月6日，天津市人民委员会被天津市革命委员会取代。

## 主要领导人

### 第一届（1955年1月21日－1958年7月4日）
- 市长：黄火青
- 副市长：白坚、周暹、李耕涛、万晓塘、杨亦周、李华生、宋景毅、张国藩、毕鸣岐

### 第二届（1958年7月4日－1963年12月28日）
- 市长：李耕涛
- 副市长：李权超、郭春原、娄凝先、曹庶范、牛勇、樊青典、杨振亚、李中垣、崔荣汉、王培仁

### 第三届（1963年12月28日－1967年12月6日）
- 市长：胡昭衡
- 副市长：杨拯民、白桦、路达、王占瀛